# Ella Fitzgerald & Billie Holiday at Newport
Ella Fitzgerald & Billie Holiday at Newport från 1957 är ett livealbum med Ella Fitzgerald och Billie Holiday inspelat på "Newport Jazz Festival" i juli 1957.

## Låtlista
1. This Can't Be Love (Richard Rodgers/Lorenz Hart) – 1:44
2. I Got It Bad (and That Ain't Good) (Duke Ellington/Paul Francis Webster) – 4:27
3. Body and Soul (Johnny Green/Edward Heyman/Robert Sour/Frank Eyton) – 4:28
4. April in Paris (Vernon Duke/E.Y. Harburg) – 4:02
5. I've Got a Crush on You (George Gershwin/Ira Gershwin) – 2:26
6. Air Mail Special (Benny Goodman/Jimmy Mundy/Charlie Christian) – 4:34
7. I Can't Give You Anything But Love (Jimmy McHugh/Dorothy Fields) – 7:00
8. Nice Work If You Can Get It (George Gershwin/Ira Gershwin) – 2:39
9. Willow Weep for Me (Ann Ronell) – 3:10
10. My Man (Maurice Yvain/Jacques Charles/Channing Pollack/Albert Willemetz) – 3:32
11. Lover, Come Back to Me (Sigmund Romberg/Oscar Hammerstein) – 2:07
12. Lady Sings the Blues (Billie Holiday/Herbie Nichols) – 3:02
13. What a Little Moonlight Can Do (Harry M. Woods) – 3:19

## Medverkande

### Spår 1–7 (4 juli 1957)
- Ella Fitzgerald – sång
- Don Abney – piano
- Wendell Marshall – bas
- Jo Jones – trummor

### Spår 8–13 (6 juli 1957)
- Billie Holiday – sång
- Mal Waldron – piano
- Joe Benjamin – bas
- Jo Jones – trummor